# Chus Lampreave
María Jesús "Chus" Lampreave Pérez, född 11 december 1930 i Madrid, död 4 april 2016 i Almería, Andalusien, var en spansk skådespelerska.

## Utmärkelser
Lampreave har bland annat vunnit Goyapriset för bästa kvinnliga biroll 1993 för Belle Époque.

## Roller i urval
- 1974 – Kapten Brandos stora kärlek
- 1983 – Dunkla drifter
- 1984 – Vad har jag gjort för att förtjäna detta?
- 1986 – Kärlekens matadorer
- 1988 – Kvinnor på gränsen till nervsammanbrott
- 1992 – Belle époque
- 1995 – Min hemlighets blomma
- 2002 – Tala med henne
- 2006 – Att återvända
- 2009 – Brustna omfamningar